# M et J
Albums de Vanessa Paradis
Variations sur le même t'aime
(1990)
Singles
1. Joe le taxi
Sortie : avril 1987
2. Marilyn et John
Sortie : juin 1988
3. Maxou
Sortie : novembre 1988
4. Coupe, coupe
Sortie : mars 1989
5. Mosquito
Sortie : septembre 1989

M et J est le titre du premier album de Vanessa Paradis, sorti en 1988 lorsqu'elle avait 15 ans.
Les initiales font références à Marilyn Monroe et à John Kennedy. Vanessa étant, depuis son plus jeune âge, fan de l'actrice et chanteuse américaine. Elle lui rend un autre hommage avec la chanson Marilyn et John, deuxième extrait de l'opus.
L'album est entièrement écrit par Étienne Roda-Gil et composé par Franck Langolff.
En France, le disque est certifié double disque d'or (200 000 ventes) le 22 mai 1989, puis disque de platine (300 000 ventes) le 23 août 1996. Au terme de son exploitation, il s'écoule à 500 000 exemplaires dans le monde.

## Sortie
M et J est commercialisé en juin 1988 en France, Suisse et Belgique, un an après la sortie du succès Joe le taxi (titre qui figure dans l'album). Il sort dans le reste de l'Europe en août car, étant en vacances scolaires, Vanessa peut ainsi mieux en assurer la promotion. Il faudra attendre mars 1989 pour qu'il paraisse aux États-Unis, sans succès.

## Chansons
| No  | Titre                       | Paroles          | Musique         | Durée |
| --- | --------------------------- | ---------------- | --------------- | ----- |
| 1.  | Marilyn et John             | Étienne Roda-Gil | Franck Langolff | 5:48  |
| 2.  | Maxou                       | Étienne Roda-Gil | Franck Langolff | 3:50  |
| 3.  | Le bon Dieu est un marin    | Étienne Roda-Gil | Franck Langolff | 4:28  |
| 4.  | Mosquito                    | Étienne Roda-Gil | Franck Langolff | 4:21  |
| 5.  | Soldat                      | Étienne Roda-Gil | Franck Langolff | 5:41  |
| 6.  | Joe le taxi                 | Étienne Roda-Gil | Franck Langolff | 3:56  |
| 7.  | Coupe coupe                 | Étienne Roda-Gil | Franck Langolff | 5:21  |
| 8.  | Chat ananas                 | Étienne Roda-Gil | Franck Langolff | 3:47  |
| 9.  | Scarabée                    | Étienne Roda-Gil | Franck Langolff | 6:25  |
| 10. | Marilyn & John (en anglais) | Étienne Roda-Gil | Franck Langolff | 5:46  |

La liste des titres originale de l'album ne comporte que neuf chansons. La version anglaise de Marilyn et John a été ajoutée en titre bonus sur les éditions CD.
La liste des titres varient suivant les pays :
- En Australie, au Royaume-Uni, au Canada et aux États-Unis, les versions françaises de Coupe, coupe et de Maxou ont été remplacées par des versions anglaises : Cut cut brother et Maxou.
- Le CD canadien est le seul qui contient les 3 versions anglaises ainsi que les versions françaises correspondantes. Sa liste est ainsi de 12 titres. Cela est dû au fait que l'album a été commercialisé dans ce pays pour séduire à la fois le public francophone et anglophone.
- Les pressages américains (11 titres) sont les seuls qui contiennent Manolo Manolete[7].

La version espagnole de Joe le taxi ne figure sur aucun pressage de l'album, tout comme la face B de Joe le taxi : Varvara Pavlovna.

## Singles
- Avril 1987 : Joe le taxi (1 300 000 exemplaires en France, 3 200 000 exemplaires dans le monde)[8]
- Décembre 1987 : Manolo Manolete (250 000 exemplaires)[9]
- Juin 1988 : Marilyn et John (500 000 exemplaires)[10]
- Novembre 1988 : Maxou (220 000 exemplaires)[11]
- Mars 1989 : Coupe coupe  (150 000 exemplaires)
- Septembre 1989 : Mosquito (30 000 exemplaires)

## Anecdotes
- La chanson Marilyn et John est directement inspirée de l'histoire d'amour entre Marilyn Monroe et John Kennedy.
- La chanson Maxou parle de l'acteur américain James Dean et se réfère au film À l'est d'Eden.
- La chanson Scarabée évoque l'histoire d'amitié du groupe anglais The Beatles.

## Crédits
| - Daniel Adjadj - chœurs - Patrick Bourgoin - saxophone - Ann Calvert - chœurs - Bertrand Châtenet - arrangeur, ingénieur son, mixage ("Le bon Dieu est un marin") - Joshua D'Arche - basse, claviers, programmation, synthétiseur ("Joe le taxi") - Freddy Della - harmonica - Jacques Denjean - arrangement et orchestration du quatuor à cordes ("Scarabée") - Jean-Luc Escriva - chœurs - Carole Fredericks - chœurs - Alain Ganne - saxophone - Katherine Hibbs - photographie - Yvonne Jones - chœurs | - Christophe Josse - basse, claviers, programmation, synthétiseur ("Chat ananas") - Kiwi Concept - design - Franck Langolff - arrangeur, guitare, harmonica - Thierry Leconte - assistant mixage ("Le bon Dieu est un marin") - Alain Lubrano - assistant mixage ("Le bon Dieu est un marin") - Bruno Mylonas - mixage - Philippe Osman - arrangeur, basse, claviers, guitare, programmation, synthétiseur - François Ovide - guitare - Anne Papiri - chœurs - Patrick Rousseau - percussion ("Joe le taxi") - Patrice Tison - guitare |

- Mixé au Studio Guillaume Tell, Suresnes

## Supports
M et J est sorti en 33 tours, K7 et CD dans les pays suivants : 
- Allemagne (les pressages ont servi pour toute l'Europe)[12]
- Argentine (pas de CD)[13]
- Australie[14]
- Brésil (pas de CD)[15]
- Canada[16]
- Chine (pas de 33 tours)[17]
- Corée du Sud (pas de CD)[18]
- États-Unis[19]
- France (l'album CD a connu un changement d'éditeur. D'abord sorti sous le label Polydor, il sera réédité en 2003 sous le label Barclay qui est devenu la nouvelle maison de disques de Vanessa Paradis)[20]
- Japon (le CD a été réédité 3 fois : en 1993, 1997 et 2000)[21]
- Royaume-Uni[22]
- Russie (pas de 33 tours. La K7 est sortie en 1999 et le CD en 2007)[23]

 Israël n'a commercialisé qu'un 33 tours.
La  Tunisie, l' Algérie, la  Thaïlande, l' Ukraine et la  Pologne ont commercialisé des K7 ou des CD non officiels.

## À la télévision
La promotion de l'album à la télévision a duré 1 an et demi, de juin 1988 à janvier 1990, avec 4 singles. Joe le taxi n'est pas comptabilisé du fait de son antériorité.
La première fois que Vanessa a chanté Marilyn et John à la télévision française, c'était lors de 'Sacrées vacances' sur TF1 le 6 juillet. La dernière diffusion d'une prestation de Mosquito a eu lieu, elle, le 6 janvier 1990 dans 'Avis de recherches' sur la même chaîne.
Durant cette période, elle ne chantera qu'un titre hors single : Le bon dieu est un marin, lors de l'émission 'Frequenstar' sur M6 le 22 octobre 1989.
Elle se fera beaucoup remarquer pour ses reprises : 
- Mort les enfants de Renaud - 'Champs-Élysée' (10 septembre 1988 - A2)
- Over the rainbow avec Lio - 'Champs-Élysée' (17 décembre 1988 - A2)[25]
- Cette année-là de Claude François - 'Sacrée Soirée' (29 mars 1989 - TF1)[26]
- Comme un arbre dans la ville de et avec Maxime Leforestier - 'J'y crois dur comme terre' (2 septembre 1989 - TF1)[27]
- Les Histoires d'A de et avec les Rita Mitsouko - 'Nulle part ailleurs' (31 octobre 1989 - Canal+)[28]

On notera également ses prestations dansantes avec le chorégraphe Rhéda dans : 
- 'Champs-Élysée' (28 janvier 1989 - A2)
- '14e Césars' (4 mars 1989 - A2)